# Студеният дом
„Студеният дом“ е роман от Чарлз Дикенс, публикуван най-напред като поредица от 20 части (свезки) между март 1852 и септември 1853 г. Включва много персонажи и няколко сюжетни линии, разказани от героинята Естер Самърсън и от всезнаещ разказвач. В центъра на повествованието е съдебното дело за наследство „Джарндис и Джарндис“ в Канцлерския съд. То продължава прекалено дълго, главно поради това, че завещателят е написал няколко противоречащи помежду си завещания. В Предговора към първото издание от 1853 г. авторът посочва, че са съществували много действителни прецеденти на фикционалното дело в романа: "... аз ще кажа на това място, че всичко, което съм написал относно Канцлерския съд, е несъмнена истина и не излиза извън границите на истината. За делото на Гридли съм използувал без съществени промени действителен случай, направен обществено достояние от незаинтересовано лице, което благодарение на служебните си задължения е било запознато с това чудовищно злоупотребление от край до край. В настоящия момент в съда се разглежда една тъжба, започната преди около двадесет години, в която се е случвало да участват едновременно от тридесет до четиридесет адвоката, съдебните разноски по която са достигнали до седемдесет хиляди лири, която е приятелска тъжба и която (както ме увериха) дори и днес не е по-близо до края си, отколкото е била в началото". Въпреки критичните твърдения на мнозина професионални юристи, че сатирата на Дикенс е преувеличена, Студеният дом спомага движението за съдебна реформа да осъществи законодателна реформа през 70-те години на XIX век в Англия.
Спори се кое е времето на действие в романа. Според Уилям Холдсуърт, историк на английското право, то протича през 1827 г. Но едно споменаване в 55-а глава, че е в ход подготовката за изграждане на железопътна линия, го отнася по-скоро след 1830 г.

## Кратко съдържание
„Джарндис и Джарндис“ е името на дело във Върховния съд, което сякаш няма край. То се отнася до няколко завещания и техни бенефициенти.
Сър Лестър Дедлок живее със съпругата си Онория в своето имение Чесни Уолд. Лейди Дедлок е бенефициент по едно от завещанията. Докато слуша семейния адвокат г-н Тълкинхорн да чете клетвената декларация, тя разпознава почерка на преписа. Видът му ѝ въздейства толкова силно, че едва не припада. Г-н Тълкинхорн забелязва това и решава да разбере причината. Той тръгва по дирите на преписвача – лондонски бедняк, познат само под името Немо (лат. никой). Немо наскоро е починал и единственият човек, който го разпознава, е уличният метач Джо, бедно бездомно момче, което живее на особено мрачна, полуразровена и тънеща в мизерия улица, известна като "Самотния Том" (Tom-All-Alone's). 

## Персонажи
Въпреки че не е на персонаж в романа, названието „Джарндис и Джарндис“ играе жизненоважна роля в него.

### Основни персонажи
- Естер Самърсън е главната героиня. Тя е единствената жена разказвач в творчеството на Дикенс.
- Онория, лейди Дедлок, е надменната красива господарка на Чесни Уолд.